# مدیریت ذینفعان
مدیریت ذینفعان (به انگلیسی: Stakeholder management) یکی از اجزای مهم برای موفقیت‌آمیز بودن هر پروژه، برنامه یا فعالیت است.
مدیریت ذینفعان یک فرایند چهار مرحله ای برای شناسایی ذینفعان، تعیین نفوذ آنها، برنامه مدیریت ارتباطات و تأثیرگذاری بر ذینفعان از طریق تعامل است.

## تاریخچه
منشأ مدیریت ذینفعان را می‌توان در دهه ۱۹۳۰ جستجو کرد. در سال ۱۹۶۳، مؤسسه تحقیقاتی استنفورد برای اولین بار مفهوم ذینفع را تعریف کرد. در سال ۱۹۸۴، کتاب مدیریت استراتژیک: رویکرد ذینفعان ادوارد فریمن منتشر شد. که مجموعه کاملی از دانش پیرامون مدیریت اخلاقی ذینفعان را به وجود آورد. پس از آن، از رایانه برای تسهیل تعامل سازمانها با جوامع و تجزیه و تحلیل سهامداران استفاده شد.

## فرد ذینفع
کسی است که می‌تواند بر برنامه‌ریزی سازمان، نگرش، منابع و نتیجه پروژه به‌طور مستقیم یا غیر مستقیم اثر بگذارد. بدون حضور او، هیچ پروژه‌ای برای مدیریت وجود نخواهد داشت.
هنگامی که اجرای پروژه را شروع می‌کنید، لازم است که به فکر شناسایی و تحلیل ذی‌نفعان پروژه نیز باشید؛ زیرا، اینکار به مدیران پروژه کمک می‌کند تا ذی‌نفعان اصلی را در هرناحیه شناسایی کنند و از نیاز هر یک از آن‌ها آگاهی لازم را بدست آورند.

## مشتریان
در زمینه بازاریابی، اعتقاد بر این است که مشتریان یکی از مهمترین ذینفعان برای مدیریت ایجاد ارزش بلند مدت هستند، و هدف اصلی شرکت مدیریت رضایت مشتری است.

## ذینفعان سازمانی
به خوبی پذیرفته شده‌است که هر سازمان دارای ذی نفعان متعددی از جمله مشتریان، سهامداران، کارکنان، تأمین کنندگان و غیره است. مفهوم مدیریت اثر ذینفعان در حوزه‌های تحقیقاتی مانند مدیریت بحران، مدیریت تأثیرگذاری و استراتژی ذینفعان از دغدغه‌های اصلی است.